# پشددوژا
پِشِدِدوُژا (انگلیسی: Przededworze) روستایی در بخش اداری گمینا خمیلنگک، در شهرستان کیلتسه، استان اشوی‌داشکسیه، در جنوب مرکزی لهستان است. این روستا تقریباً در ۲ کیلومتری غرب خمیلنگک و ۳۲ کیلومتری جنوب کیلتسه مرکز استان، واقع شده است.